# Duitstalige Gemeenschapsverkiezingen 1981
Op zondag 8 november 1981 vonden verkiezingen voor de Raad van de Duitse Cultuurgemeenschap plaats. De winnaar was de PFF die twee zetels won. De verliezer was de CSP, die twee zetels verloor. De SP en de PJU-PDB bleven status quo. De Duitstalige Gemeenschap kreeg voor het eerst haar eigen gemeenschapsregering tijdens deze legislatuur. Op 6 juni 1984 legde de Regering-Fagnoul, onder leiding van Bruno Fagnoul, de eed af. Ze bestond uit de PFF, de CSP en de SP.
Op dezelfde dag vonden de federale verkiezingen van 1981 plaats.

## Uitslagen
| Partij | Partij  | 1981  | 1981   | 1978  | 1978   | verschil | verschil |
| Partij | Partij  | %     | zetels | %     | zetels | pp       | zetels   |
| ------ | ------- | ----- | ------ | ----- | ------ | -------- | -------- |
|        | CSP     | 34,7  | 9      | 41,4  | 11     | -6,7     | -2       |
|        | PJU-PDB | 29,4  | 7      | 30,1  | 7      | -0,7     | =        |
|        | PFF     | 24,5  | 6      | 16,5  | 4      | 8        | +2       |
|        | SP      | 11,4  | 3      | 12,1  | 3      | -0,7     | =        |
|        | Overige | 0     | 0      | 0     | 0      | 0        | =        |
| Totaal | Totaal  | 100,0 | 25     | 100,0 | 25     | 0        | 0        |

## Verkozenen
- Raad van de Duitstalige Gemeenschap (samenstelling 1981-1986)